# Cuadriláser
Un cuadriláser es un tipo de cañón láser en la saga Star Wars.
Era sencillamente una agrupación de cuatro cañones láser normales en una sola base y controlados con un mismo sistema, que eran detonados a un mismo tiempo. Un claro ejemplo eran los cañones que tenían en el casco las naves capitales de la Federación de Comercio, causaron muchas bajas en la batalla de Naboo.
- Datos: Q5792992